# Ballan-Alessio 1999
Questa voce raccoglie le informazioni riguardanti la Ballan-Alessio nelle competizioni ufficiali della stagione 1999.

## Organico

### Staff tecnico
TM=Team Manager; DS=Direttore Sportivo.
|  | Naz.              | Ruolo | Sportivo       |  |  |  |
|  | ----------------- | ----- | -------------- |  |  |  |
|  | Italia (bandiera) | DS    | Flavio Miozzo  |  |  |  |
|  | Italia (bandiera) | DS    | Dario Mariuzzo |  |  |  |

### Rosa
|  | Naz.                |  | Sportivo            | Anno |  |  |
|  | ------------------- |  | ------------------- | ---- |  |  |
|  | Italia (bandiera)   |  | Fabio Baldato       | 1968 |  |  |
|  | Italia (bandiera)   |  | Filippo Baldo       | 1975 |  |  |
|  | Italia (bandiera)   |  | Andrea Ferrigato    | 1969 |  |  |
|  | Italia (bandiera)   |  | Carlo Finco         | 1968 |  |  |
|  | Ucraina (bandiera)  |  | Aleksandr Hončenkov | 1970 |  |  |
|  | Russia (bandiera)   |  | Oleg Griškin        | 1975 |  |  |
|  | Slovenia (bandiera) |  | Martin Hvastija     | 1969 |  |  |
|  | Italia (bandiera)   |  | Nicola Loda         | 1971 |  |  |
|  | Italia (bandiera)   |  | Alberto Ongarato    | 1975 |  |  |
|  | Italia (bandiera)   |  | Gilberto Simoni     | 1971 |  |  |
|  | Russia (bandiera)   |  | Maxim Smirnov       | 1976 |  |  |
|  | Italia (bandiera)   |  | Matteo Tosatto      | 1974 |  |  |
|  | Lettonia (bandiera) |  | Pëtr Ugrumov        | 1961 |  |  |

## Palmarès

### Corse a tappe
- Post Danmark Rundt

2ª tappa (Fabio Baldato)
3ª tappa (Nicola Loda)
- Tour Méditerranéen

6ª tappa (Fabio Baldato)
- Quatre Jours de Dunkerque

2ª tappa (Andrea Ferrigato)
- Giro del Trentino

4ª tappa (Aleksandr Hončenkov)
- Tour de Suisse

4ª tappa (Gilberto Simoni)

### Corse in linea
- Berner Rundfahrt (Andrea Ferrigato)
- Nordwestschweizer (Andrea Ferrigato)
- Trofeo Pantalica (Andrea Ferrigato)

### Campionati nazionali
- Campionato russo su pista: 1

Madison (Oleg Griškin)